# Leucanitis picta
Leucanitis picta là một loài bướm đêm trong họ Noctuidae.